# Bell AH-1 Cobra
El Bell AH-1 Cobra es un helicóptero de ataque fabricado por Bell Helicopter Textron, introducido en 1967. Comparte mismo motor, transmisión y sistema de rotor con el más antiguo UH-1 Iroquois. Fue el primer helicóptero de ataque puro del mundo. A veces también es llamado HueyCobra o Snake.
El AH-1 fue en el pasado la columna vertebral de la flota de helicópteros de ataque del Ejército de Estados Unidos, pero fue reemplazado por el AH-64 Apache en servicio con el mismo. Modelos actualizados continúan volando para muchos otros usuarios. La nueva versión bimotor, el AH-1Z Viper, está en servicio con el Cuerpo de Marines de Estados Unidos como principal helicóptero de ataque.

## Diseño y desarrollo

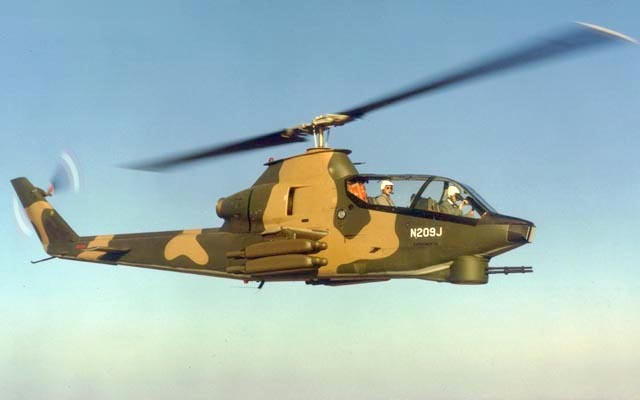
Prototipo del AH-1 Cobra.

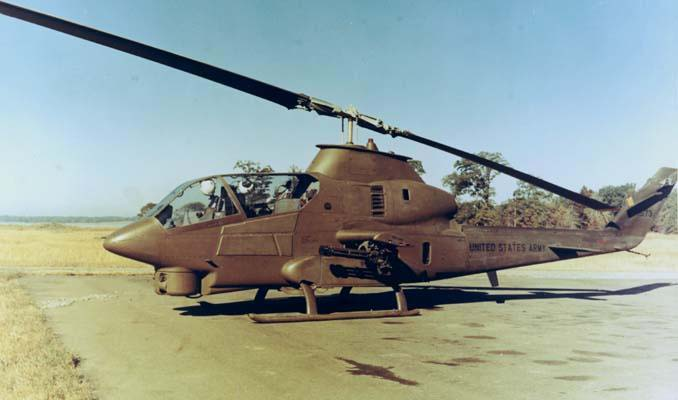
AH-1G Cobra.

El Ejército de Estados Unidos creía que los aviones de ala fija no eran adecuados para proporcionar apoyo cercano a sus soldados, y se pensó en la posibilidad de que los UH-1 Huey pudieran realizar misiones de ataque. En 1962 se acoplaron a algunos UH-1B 2 ametralladoras de 7,62 mm y 2 lanzadores de 16 cohetes de 70 mm, siendo utilizados por primera vez en Vietnam en 1963. Eran los primeros helicópteros de ataque con los que contó el Ejército de los Estados Unidos. El UH-1 Huey armado resultó muy efectivo en Vietnam, pero muchos fueron derribados por el Vietcong, que cada vez contaba con más armamento antiaéreo. Se necesitaba por un helicóptero más veloz y menos vulnerable.
En agosto de 1963, Bell presentó el Model 207 Siox Scout al Ejército, para probar el potencial de un helicóptero de ataque. El Sioux Scout era solo una modificación del Bell 47, con un fuselaje aerodinámico, cabina en tándem y una torre con dos ametralladoras M-60 de 7,62 mm. La idea gustó y se convocó un concurso en agosto de 1964. Bell no ganó el concurso. El vencedor fue el Lockheed AH-56 Cheyenne. El Ejército encargó 10 prototipos, pero al comprobar que tardaría años en estar plenamente operativo, y ante las necesidades de la guerra en Vietnam que no podían esperar, pidió otra alternativa rápida y abandonó el Cheyenne.
La compañía aeronáutica Bell diseñó un helicóptero de ataque basado inicialmente en el UH-1B Huey, que pasó a denominarse Model N209J. El prototipo disponía de la planta motriz, el sistema de motor y la transmisión al rotor del tipo UH-1C, además del rotor principal; pero con un nuevo fuselaje, de perfil bajo, con asientos colocados en tándem, que disminuía la anchura, haciéndolo más compacto y resistente. El piloto se sentaba detrás y el copiloto/artillero delante, y disponía de unos mandos de control bastante más primitivos que los que disponía el piloto, pero que le permitían pilotar la aeronave en caso de emergencia o necesidad; los cristales eran blindados para proteger a ambos tripulantes.
El fuselaje del HueyCobra, de una combinación de aluminio, permitía una reparación y mantenimiento sencillos, pero tenía a su vez una gran resistencia debido a la protección especial consistente en paneles blindados Noroc. El AH-1G disponía de un depósito de combustible de 936 litros, siendo este autosellante. Otras medidas de seguridad eran la protección del motor y los sistemas hidráulicos, protegidos con el mismo tipo de blindaje. 
El prototipo disponía de una pequeña aleta bajo la cola del helicóptero para dar mayor estabilidad; sin embargo, esto fue eliminado, pues los posteriores modelos de serie eran más estables que el prototipo gracias al sistema del rotor principal semirrígido 540, que le daba más maniobrabilidad.
Al eliminar la capacidad de transporte y su bodega, el Model 209 disponía de menores pesos operativos, disponiendo de una relación de potencia mayor. Al igual que los Huey, el 209 disponía de patines, que pesaban poco y tenían un diseño sencillo, muy efectivos en cualquier terreno. El modelo denominado Cobra disponía de la misma electrónica y fácil mantenimiento que el Huey.
El Model 209 contaba con rotor de dos palas alimentado por un motor turboeje T52-L-11 de 1100 hp. Llevaba una ametralladora Gatling M-134 rotativa en una torreta móvil y dos alas embrionarias que tenían la doble función de descargar al rotor en vuelo gracias a su sustentación y poder transportar armamento.
El primer vuelo del prototipo fue realizado el 7 de septiembre de 1965. El Ejército, que necesitaba un helicóptero que cubriera el hueco hasta la llegada del AH-56, tenía la necesidad de un aparato con mejores características y que tenía que ser cubierta en corto espacio de tiempo, con bajo coste y de forma que el impacto fuera mínimo en el sistema logístico y de entrenamiento. Como el Cobra disponía de numerosas partes en común con los transportes Huey, pero con mejores capacidades, el Ejército estadounidense decidió adjudicar el proyecto a Bell en noviembre. En diciembre, el Cobra fue sometido a un programa intensivo de pruebas por el Ejército en la Base Aérea de Edwards, California. Dado el éxito de las pruebas, en abril de 1966 el Ejército estadounidense decidió encargar dos aparatos de preproducción y 110 unidades de producción. Designado AH-1G y apodado HueyCobra, el modelo se empezó a suministrar al Ejército en junio de 1967, y al cabo de dos meses ya se utilizaba en misiones sobre Vietnam. 
El Cuerpo de Marines estadounidense se interesó por este helicóptero, lo que dio como resultado la entrega, en 1969, de 38 AH-1G procedentes de la línea de producción del Ejército, como medida transitoria, en tanto se iniciaban las entregas de los 49 ejemplares de la versión AH-1J SeaCobra pedidos en mayo de 1968. Estos aparatos eran similares a los AH-1G del Ejército, exportados asimismo a la Armada Española (ocho, designados Z.14) y a Israel (seis).
La producción del AH-1G fue precedida por dos prototipos YAH-1G, que volaron por primera vez el 15 de octubre de 1966 y en marzo de 1967. Estos HueyCobra de preserie disponían de todas las mejoras que fueron utilizadas en los primeros AH-1G respecto al prototipo N209J. A pesar del contrato inicial de 110 ejemplares, la producción continuó durante el conflicto de Vietnam, entregándose un total de 1126 ejemplares hasta febrero de 1973.
A los Cobra de serie se les aplicaron algunas mejoras respecto al prototipo. Se añadió el rotor principal semirrígido “540” del UH-1C, que mejoraba la maniobrabilidad respecto a los anteriores Huey y al prototipo original. Se instaló un motor Lycoming T53-L-13 de 1400 hp, que unido al rotor 540, duplicaba en velocidad a los UH-1B. El helicóptero estaba diseñado para destruir, pero también para no ser derribado, por lo que copiloto y piloto disponían de cristales blindados, con paneles laterales que podían elevarse para dar mayor protección. También se instalaron patines de aterrizaje fijos, que disminuían el peso y la complejidad de los patines retráctiles del prototipo Cobra.

### Componentes del AH-1FB
Referencias: Verier, timesaerospace.aero

#### Electrónica

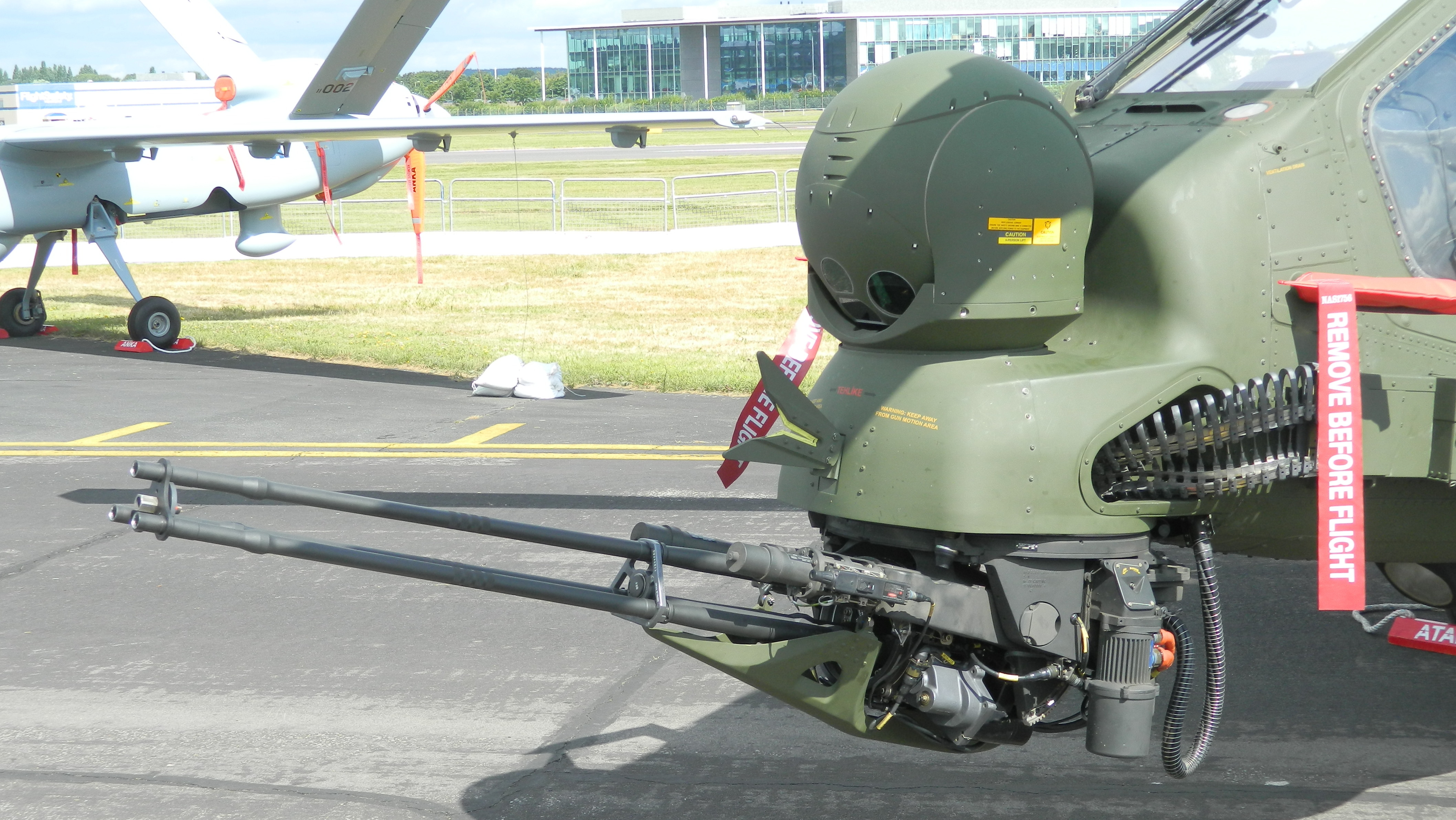
M197 y ASELFLIR-300T en el ATAK.

| Sistema                                           | País    | Fabricante | Notas         |
| ------------------------------------------------- | ------- | ---------- | ------------- |
| Torreta de reconocimiento y búsqueda de objetivos | Turquía | Aselsan    | ASELFLIR 300T |

#### Armamento

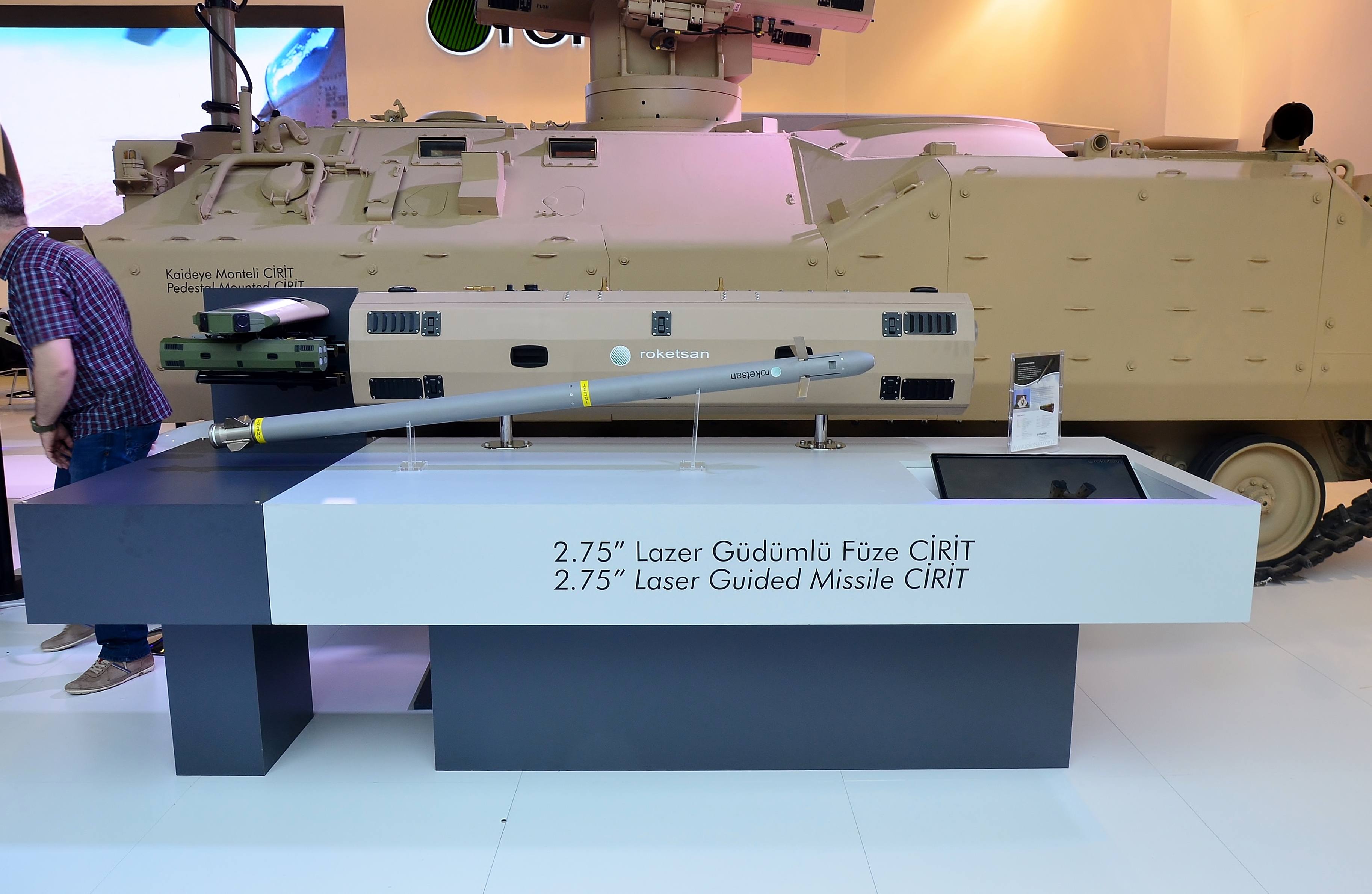
Cirit.

| Sistema                                            | País           | Fabricante       | Notas                    |
| -------------------------------------------------- | -------------- | ---------------- | ------------------------ |
| Cañón                                              | Estados Unidos | General Dynamics | 1 × Cañón M197 de 20 mm. |
| Cohete aire-tierra Hydra 70 de 70mm                | Estados Unidos | General Dynamics |                          |
| Cohete guiado por láser aire-tierra Cirit de 70 mm | Turquía        | Roketsan         |                          |
| Misil antitanque BGM-71 TOW                        | Estados Unidos | Raytheon         |                          |

#### Propulsión

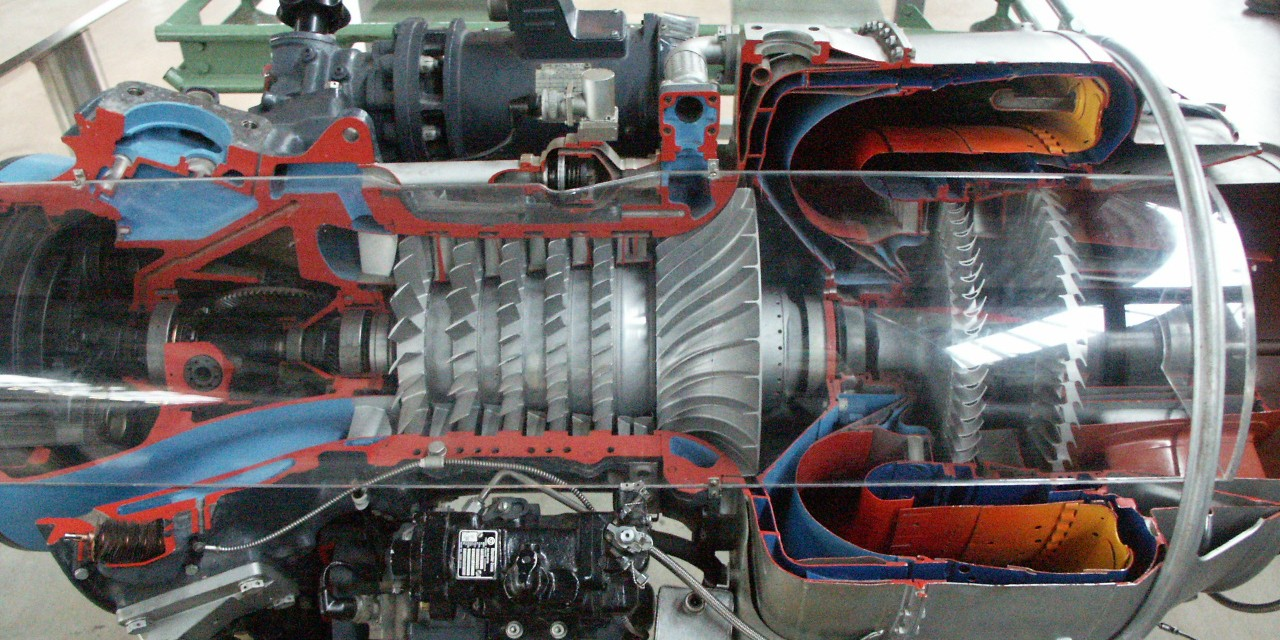
T53.

| Sistema | País           | Fabricante       | Notas         |
| ------- | -------------- | ---------------- | ------------- |
| Motor   | Estados Unidos | Lycoming Engines | 1 × T53-L-703 |

## Historia operacional

### Estados Unidos

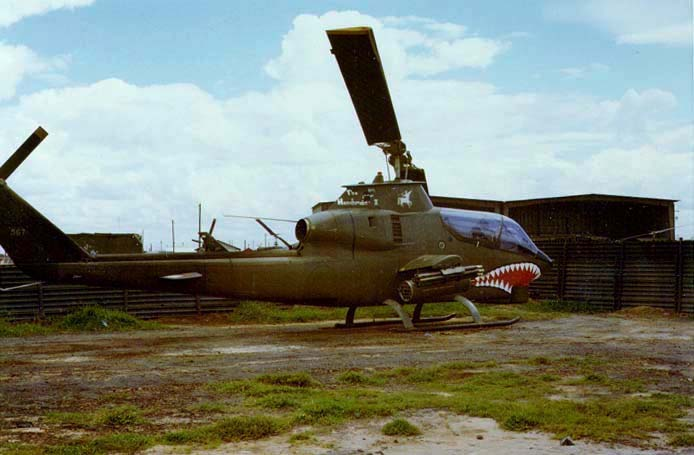
Bell AH-1G en Vietnam.

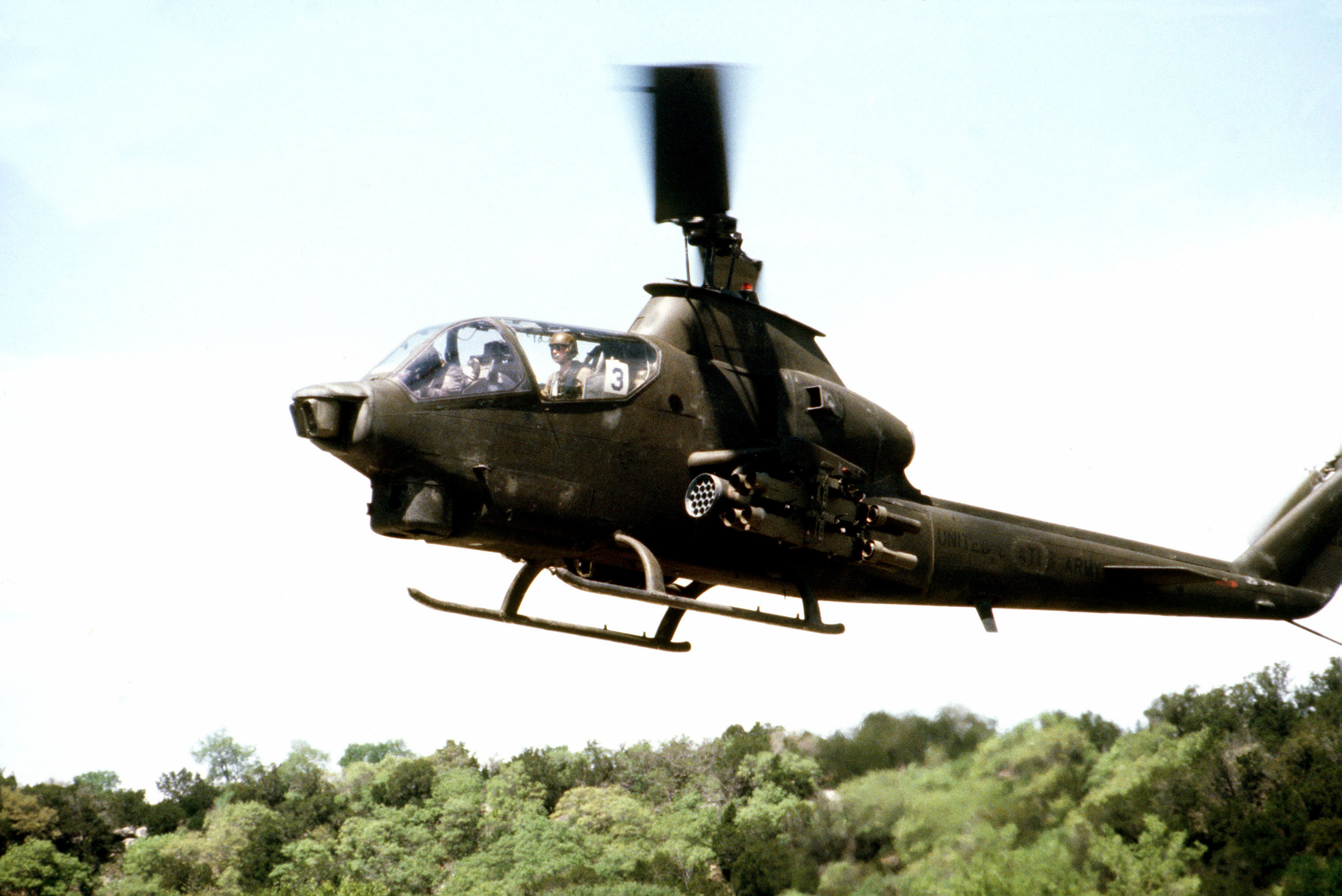
AH-1Q Cobra en Fort Hood, Texas.

Para junio de 1967 se había entregado el primer AH-1G HueyCobra. Originalmente designado como UH-1H, la "A" para la designación de ataque pronto se adoptó y cuando el UH-1D mejorado se convirtió en el UH-1H, el HueyCobra se convirtió en el AH-1G. El AH-1 se consideró una variante de la línea UH-1, dando como resultado la letra de la serie G. Los AH-1 Cobra fueron utilizados por el Ejército durante la ofensiva del Tet en 1968 y hasta el final de la guerra de Vietnam. El AH-1 Cobra proporcionó apoyo de fuego a las fuerzas terrestres, escoltó helicópteros de transporte y realizó otros roles, incluidos los de batallones de artillería de cohetes aéreos (ARA) en las dos divisiones Airmobile. También formaron equipos de "cazadores/asesinos", emparejándose con helicópteros exploradores OH-6A. Cada equipo mandaba por delante un OH-6 volando lento y bajo para encontrar fuerzas enemigas. Si el enemigo disparaba al OH-6, el AH-1 Cobra podría atacar al enemigo que hubiera revelado su posición. El 12 de septiembre de 1968, el capitán Ronald Fogleman estaba volando un F-100 Super Sabre cuando su avión fue derribado y se eyectó a 200 millas al norte de Biên Hòa. Fogleman se convirtió en el único piloto en ser rescatado al aferrarse a la puerta desplegada del panel de armas del AH-1G del Ejército. Bell construyó 1116 AH-1G para el Ejército de Estados Unidos entre 1967 y 1973, y los Cobra acumularon más de un millón de horas operativas en Vietnam. El número de Cobra en servicio alcanzó su punto máximo en 1081. De casi 1110 AH-1 entregados de 1967 a 1973, aproximadamente 300 se perdieron en combate y accidentes durante la guerra. El Cuerpo de Marines de los Estados Unidos usó AH-1G Cobra en Vietnam por un corto tiempo antes de adquirir las bimotores AH-1J Cobra, que llegaron en 1971 a Vietnam.
Los AH-1T Cobra se desplegaron en la Operación Furia Urgente, la invasión de Granada en 1983. Volando en misiones de apoyo cercano y escolta de helicópteros, dos de los cuatro destacados se perdieron por el fuego antiaéreo mientras atacaban Fort Frederick. El AH-1 Cobra participó en la Operación Just Cause, la invasión estadounidense de Panamá en 1989.
Durante las operaciones Desert Shield y Desert Storm en la guerra del Golfo (1990-91), los Cobra y SuperCobra se desplegaron en un rol de apoyo. El USMC desplegó 91 AH-1W SuperCobra y el Ejército de Estados Unidos, 140 AH-1 Cobra de varios modelos; estos fueron operados desde bases desérticas dispersas. Tres AH-1 se perdieron en accidentes durante los combates y después. El AH-1 Cobra destruyó muchos vehículos blindados iraquíes y varios objetivos en la lucha.
Los Cobra del Ejército brindaron apoyo para la intervención humanitaria de los Estados Unidos durante la Operación Restaurar la Esperanza en Somalia en 1993. También fueron empleados durante la invasión estadounidense de Haití en 1994. Las Cobra de los Estados Unidos también se usaron en operaciones más tarde en la década de 1990.
El Ejército de Estados Unidos eliminó el AH-1 durante la década de 1990 y retiró el AH-1 del servicio activo en marzo de 1999, ofreciéndolos a los aliados de la OTAN. El Ejército retiró el AH-1 de las reservas en septiembre de 2001. Los AH-1 retirados se han pasado a otras naciones y al Servicio Forestal del USDA. El AH-1 continúa en servicio con el Cuerpo de Marines de los Estados Unidos, que opera los bimotores AH-1Z Viper.

### Israel
La Fuerza Aérea Israelí nombró a sus Cobra como "Tzefa" (en hebreo: צפע, para "cobra"). Desde mediados de la década de 1970, el Líbano ha sido el frente más activo de Israel; los Cobra de la IAF han estado luchando allí durante más de 20 años.
Los helicópteros Cobra también fueron utilizados ampliamente por la Fuerza Aérea de Israel en la Guerra del Líbano de 1982 para destruir blindados y fortificaciones sirias. Los Cobra de la IAF destruyeron docenas de vehículos terrestres sirios. Las Cobra también se usaron en operaciones importantes contra Hezbolá en las operaciones "Rendición de cuentas" y "Uvas de la ira" en el sur del Líbano.
Israel retiró su flota de 33 AH-1 Cobra a finales de 2013, debido a recortes presupuestarios. El papel del helicóptero de ataque fue asumido en su totalidad por los escuadrones de helicópteros israelíes AH-64 Apache, y la flota de vehículos aéreos no tripulados (UAV) asumió el papel de patrullar las zonas de combate. La flota de Cobra era más antigua que los Apache, lo que contribuyó a accidentes fatales, y eran más caros que el mantenimiento de los UAV y su uso exponía a los pilotos a los ataques de los sistemas portátiles de defensa antiaérea operados por grupos guerrilleros. A finales de 2014, Israel transfirió 16 Cobra a la Real Fuerza Aérea de Jordania para agregarlos a su flota existente y asgnarlos a la seguridad fronteriza, en respuesta a las amenazas planteadas por los militantes del Estado Islámico u otros grupos insurgentes.

### Japón

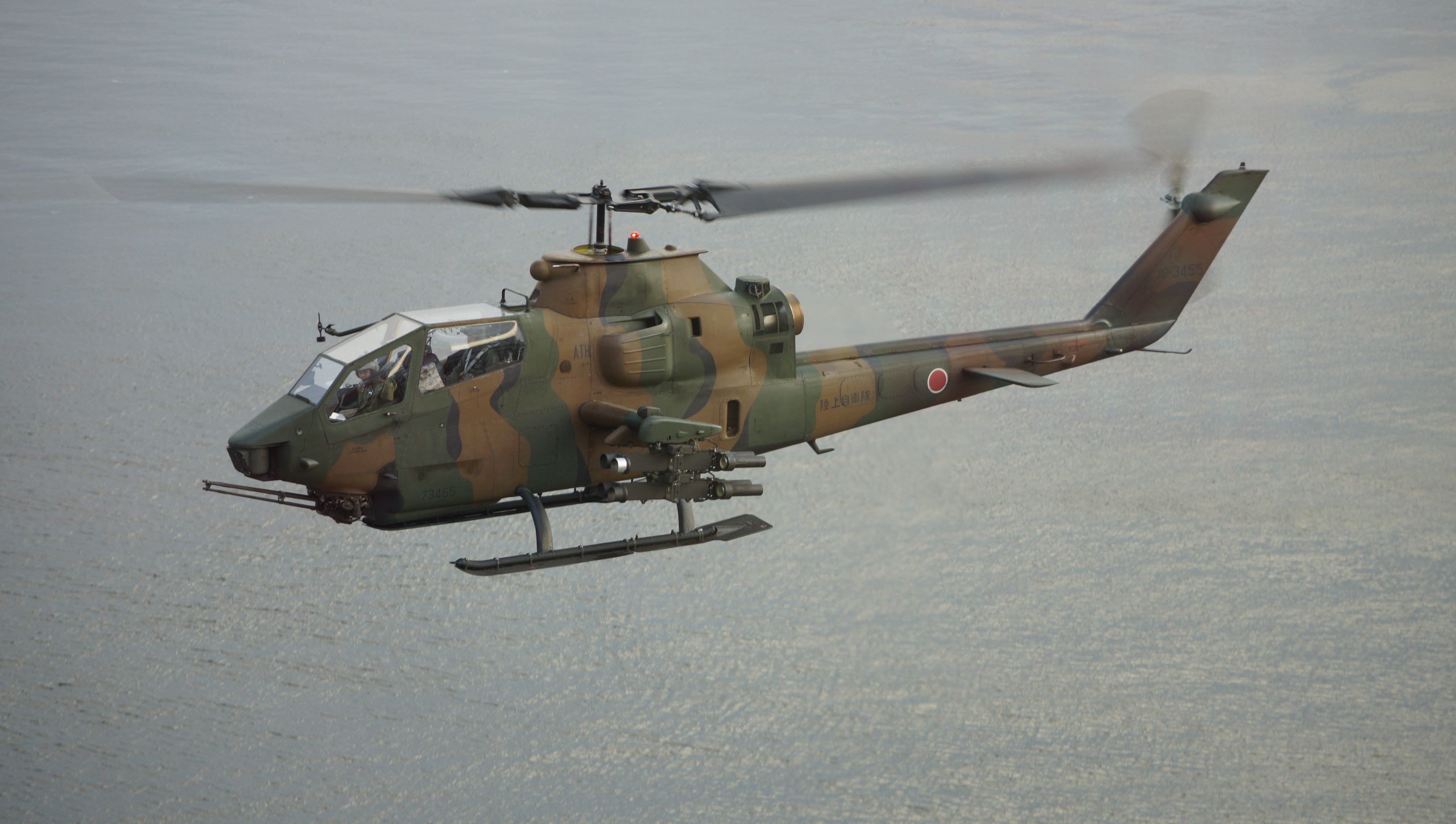
Un AH-1S Cobra de la Fuerza Terrestre de Autodefensa de Japón.

Japón fabricó 89 AH-1S Cobra bajo licencia por Fuji Heavy Industries de 1984 a 2000. El modelo es utilizado por la Fuerza Terrestre de Autodefensa de Japón de Japón, y son modelos Paso 3, que son más o menos el equivalente a los AH-1F del Ejército de Estados Unidos. El motor es el turboeje T53-K-703, que Kawasaki Heavy Industries produjo bajo licencia.

### Jordania
Jordania obtuvo 24 AH-1F a fines de la década de 1980, y en 2001 obtuvo nueve Cobra adicionales del Ejército de los Estados Unidos. En 2010, Jordania transfirió 16 helicópteros AH-1F a Pakistán, bajo un programa de apoyo patrocinado por Estados Unidos, que proporcionó a Islamabad 40 helicópteros reacondicionados AH-1.
La Real Fuerza Aérea de Jordania tiene al menos un escuadrón de Cobra actualmente en servicio, y se supone que los ha usado en combate en Irak y Siria.

### Turquía
Turquía compró diez AH-1W a principios de la década de 1990, y los complementó con 32 Cobra ex  Ejército de Estados Unidos. Las Cobra del Ejército de los Estados Unidos incluyeron algunos entrenadores TAH-1P y el resto fueron actualizados a la versión AH-1F. Los Cobra turcos han visto combates en operaciones contra insurgentes kurdos cerca de la frontera iraquí. Se han perdido algunos aparatos en estas operaciones.

### Pakistán
Pakistán recibió 20 AH-1S de 1984 a 1986, que luego se actualizaron con el paquete de imágenes térmicas C-NITE. La Aviación del Ejército de Pakistán utilizó por primera vez el Cobra en Somalia durante la Operación de las Naciones Unidas en Somalia II, donde se envió un escuadrón en 1994. Más tarde, las Cobra paquistaníes entraron en acción en Sierra Leona.
Pakistán tenía 35 helicópteros AH-1F en uso en 2013. El mantenimiento de estos aparatos ha sido difícil, pero posible a través de canales comerciales. Además, el Gobierno de los Estados Unidos proporcionó 750 000 dólares hasta 2013 para actualizar la flota de AH-1F/S Cobra existente de la Aviación del Ejército de Pakistán. Turquía también ha suministrado piezas de repuesto de helicópteros Cobra a Pakistán de forma gratuita. Pakistán perdió tres aeronaves en la última década.
Pakistán solicitó en repetidas ocasiones el Bell AH-1 SuperCobra de los Estados Unidos para complementar y reemplazar sus actuales AH-1 Cobra. Los intentos de adquirir el AH-1Z Viper o el AH-64 Apache de los Estados Unidos Fueron rechazados, por lo que Pakistán decidió comprar otros helicópteros de ataque extranjeros. Los posibles candidatos han incluido el turco T-129, el chino CAIC Z-10 y el ruso Mi-35 Hind. En noviembre de 2014, Rusia aprobó la venta de helicópteros Mi-35M a Pakistán. En abril de 2015, China entregó tres Z-10. Durante el mismo mes, el Departamento de Estado de los Estados Unidos aprobó la venta de 15 AH-1Z y equipos asociados a Pakistán.

### Baréin
Baréin obtuvo 8 AH-1E excedentes del Ejército estadounidense y 6 TAH-1P de entrenamiento a comienzos de 1994. En 1997 recibió otros 16 AH-1E. De los 24 entregados, algunos continúan en uso.

### España
A comienzos de los años 70, la Armada española compró 8 AH-1G, designados como Z.14. Éstas eran sus matrículas, numerales de escuadrilla y números de construcción:
- Z.14-01/007-1, cn 21050.
- Z.14-02/007-2, cn 21051.
- Z.14-03/007-3, cn 21052.
- Z.14-04/007-4, cn 21053.
- Z.14-05/007-5, cn 21124.
- Z.14-06/007-6, cn 21125.
- Z.14-07/007-7, cn 21126.
- Z.14-08/007-8, cn 21127.

En 1972 se creó la 7.ª escuadrilla, donde estaban encuadrados. Los helicópteros se basaron en Rota y destacamentos se embarcaban en el Dedalo y en los buques anfibios que contaban con cubierta de vuelo. Los Cobra españoles estaban equipados con el cañón M-35 de 20 mm, y eran empleados para operaciones anfibias y patrulla costera. En otoño de 1975 se desplegaron en Canarias ante la tensión con Marruecos. Desde Fuerteventura, la 7.ª escuadrilla efectuó diversas misiones de patrulla, no siendo necesaria su intervención.
Cuatro Z.14 se perdieron en accidentes, y el resto se retiró en 1985. España evaluó posteriormente los helicópteros de ataque AH-1W y AH-1Z, pero fueron descartados a favor del Eurocopter Tigre. Los accidentes en que se perdieron la mitad de los aparatos:
- El 007-3 cayó al mar el 17/09/1973, falleciendo su copiloto.
- El 007-5 se perdió en accidente el 22/2/1974, falleciendo sus dos ocupantes.
- El 007-6 se perdió en accidente el 12/6/1978, falleciendo sus dos ocupantes.
- El 007-7 se perdió por un fallo del rotor de cola el 16/5/1980, sin víctimas.

### República de Corea del Sur
Corea del Sur adquirió 8 helicópteros AH-1J International, similares a los SeaCobra, pero equipados con misiles TOW. A finales de los noventa, Corea recibió 62 Cobra más, siendo el primero entregado en 1998. Los 62 ejemplares recibidos correspondían al modelo AH-1S (42 aparatos) y al AH-1F (20 aparatos). Los Cobra son empleados en misiones de ataque y anticarro, junto a los exploradores OH-6 armados con misiles TOW.

### Tailandia
Tailandia adquirió 4 AH-1F en 1990, de los que uno se perdió en accidente. Se realizó un pedido por 18 AH-1W en 1992. Tanto los AH-1F como los más modernos AH-1W de Tailandia están armados con misiles contracarro.

### Taiwán
Taiwán compró 42 AH-1W Super Cobra en 1993. Los AH-1W de Taiwán disponen de misiles Hellfire y cohetes de 70 mm.

### Extinción de incendios de Estados Unidos
En 2003, el Servicio Forestal de los Estados Unidos adquirió 25 AH-1F retirados del Ejército de los Estados Unidos. Estos han sido designados Bell 209 y se están convirtiendo en Firewatch Cobra con sensores y sistemas de infrarrojos y poca luz para el monitoreo de incendios en tiempo real.
La División Forestal de Florida también adquirió tres AH-1P del Ejército de los Estados Unidos Estos; se llaman Bell 209 "Firesnakes" y están equipados para llevar un sistema de retardante de fuego/agua.

## Variantes

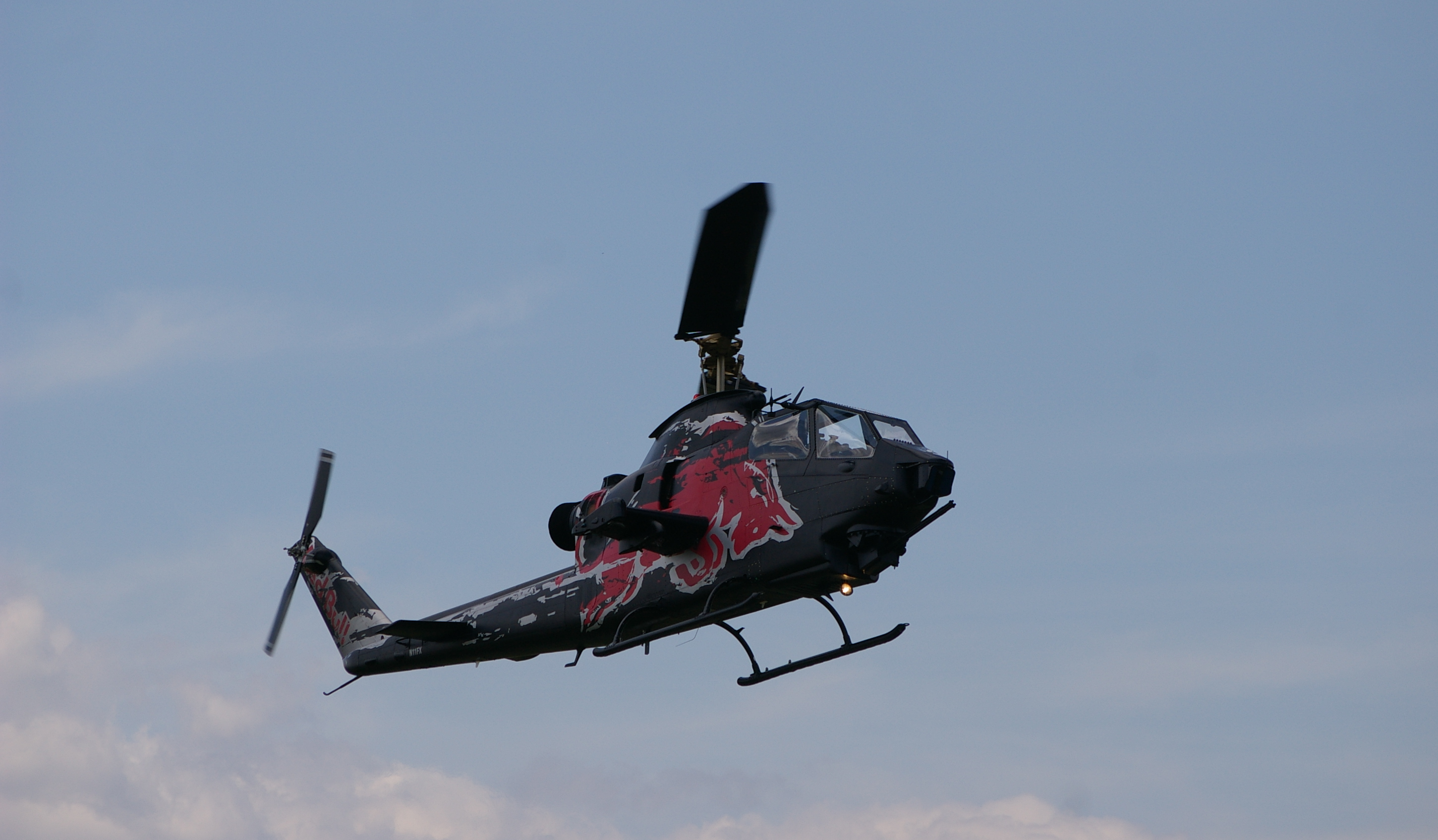
Un AH-1 en un camuflaje de Red Bull.

### Variantes Cobra
209
Prototipo original del AH-1G con patines de aterrizaje retráctiles. Este modelo es también utilizado por la FAA para el uso civil de antiguos AH-1 militares en servicio de combate contra incendios.
AH-1G HueyCobra
Modelo inicial de producción en 1966 artillado para el Ejército de los Estados Unidos, equipado con un motor turboeje Avco Lycoming T53-13 de 1400 hp.
JAH-1G HueyCobra
Un ejemplar de pruebas de armamento, incluyendo el misil Hellfire y cañón multitubo.
TH-1G HueyCobra
Designación dada a la versión de entrenamiento del AH-1G, provista de doble mando.
AH-1J SeaCobra
Designación del Cuerpo de Marines para su versión modificada del AH-1G. Los Marines requerían mayor potencia y, para aumentar la seguridad al realizar operaciones anfibias, por ello esta versión tenía dos motores.
Z.14 HueyCobra
Designación de la Armada Española para el AH-1G.
AH-1Q HueyCobra
Equipado con el subsistema de misiles XM65 TOW, mira reflectante M73, y unidad de puntería telescópica (TSU). Todas las versiones siguientes fueron equipadas con el TSU y con capacidad para el misil TOW.
AH-1R
Versión similar al AH-1G, pero con un turboeje T53-L-703 de mayor potencia.
YAH-1S
AH-1Q actualizado con el sistema TOW.
AH-1S
El AH-1S es, en esencia, un AH-1Q actualizado con un motor T53-L-703 de 1800 hp. El AH-1S también fue llamado "Improved AH-1S", "AH-1S Modified", o "AH-1S(MOD)" antes de 1988 (después de 1988, todos los modelos actualizados eran simplemente variantes del AH-1S).
AH-1T SeaCobra
Los Marines requerían mayor potencia de fuego, y Bell fabricó el AH-1T SeaCobra, capaz de realizar misiones de ataque en cualquier condición climática. Tenía fuselaje más largo, motores y transmisión actualizadas y contaba con la posibilidad de llevar 8 misiles TOW.
AH-1P
100 aeronaves producidas con rotores compuestos, cabina de fibra de vidrio, y una cabina mejorada para el vuelo a baja altura. El AH-1P también es conocido como "AH-1S de Producción", o "AH-1S(PROD)" antes de 1988. Estas mejoras se consideran el Paso 1 del programa de actualización AH-1S.
AH-1E
98 aeronaves producidas con el sistema de armamento mejorado para el Cobra (ECAS), con el subsistema de armamento M97A1 con un cañón tritubo M197 de 20 mm. El AH-1E también es conocido como el "AH-1S cazacarros", o "AH-1S(ECAS)" antes de 1988. Estas mejoras se consideran el Paso 2 del programa de actualización AH-1S. El AH-1E no poseía el subsistema de gestión de cohetes M147, por lo que no estaba habilitado para disparar cohetes de 2,75 pulgadas.
AH-1F
143 aeronaves de nueva construcción y 387 AH-1G Cobra convertidos, contando con mejoras en el sistema de adquisición de blancos y en los dispositivos electrónicos y defensivos. El AH-1F incorpora las actualizaciones de los Pasos 1 y 2 del AH-1S, reincorporó el sistema de cohetes M147, así como otras mejoras que incluyen un sistema de datos aéreos M143 (ADS), un telémetro láser y designador de blancos, un perturbador de infrarrojos montado sobre el escape del motor, y un supresor de firma infrarroja en el escape del mismo. El AH-1F también se conoce como "AH-1S Modernizado", "AH-1S Cobra Modernizado", o "AH-1S(MC)" antes de 1988.
Model 249
Designación dada a un único ejemplar de AH-1S utilizado para pruebas, con un rotor principal cuatripala, similar al desarrollado para el Bell Modelo 412 .
309 KingCobra
Versión Experimental, equipada con el motor Lycoming T-55-L-7C.
AH-1FB
AH-1F modernizados por Turkish Aerospace Industries para la Real Fuerza Aérea Bareiní.

### Variantes del USMC
Para los modelos AH-1J hasta AH-1Z y otras variantes de dos motores, ver AH-1 SuperCobra.

## Operadores

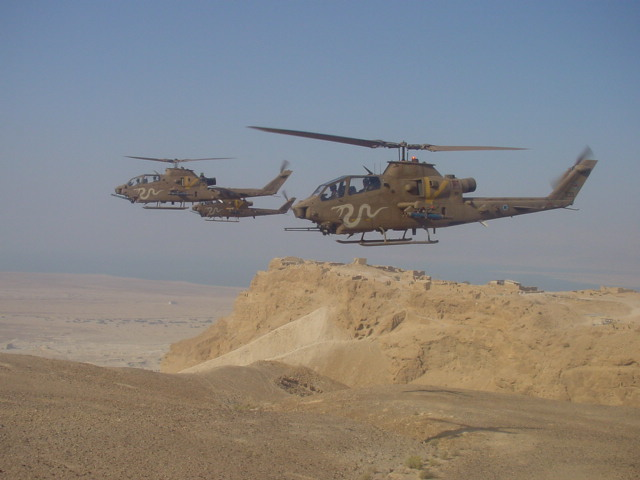
Tres AH-1F Cobra de Israel sobre Masada.

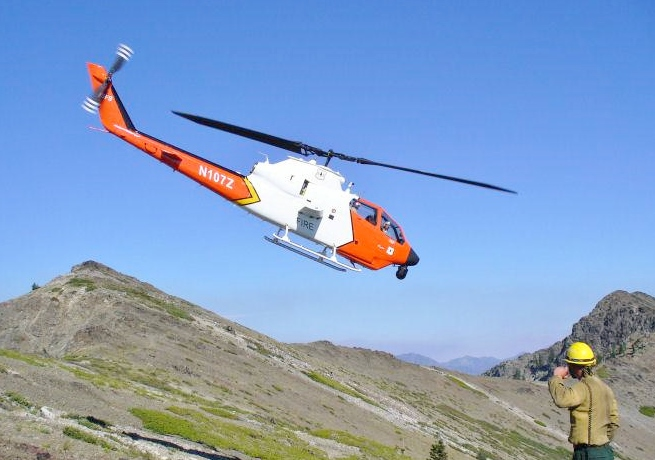
Bell 209 del Servicio Forestal de los Estados Unidos en Bar Complex Fire en California.

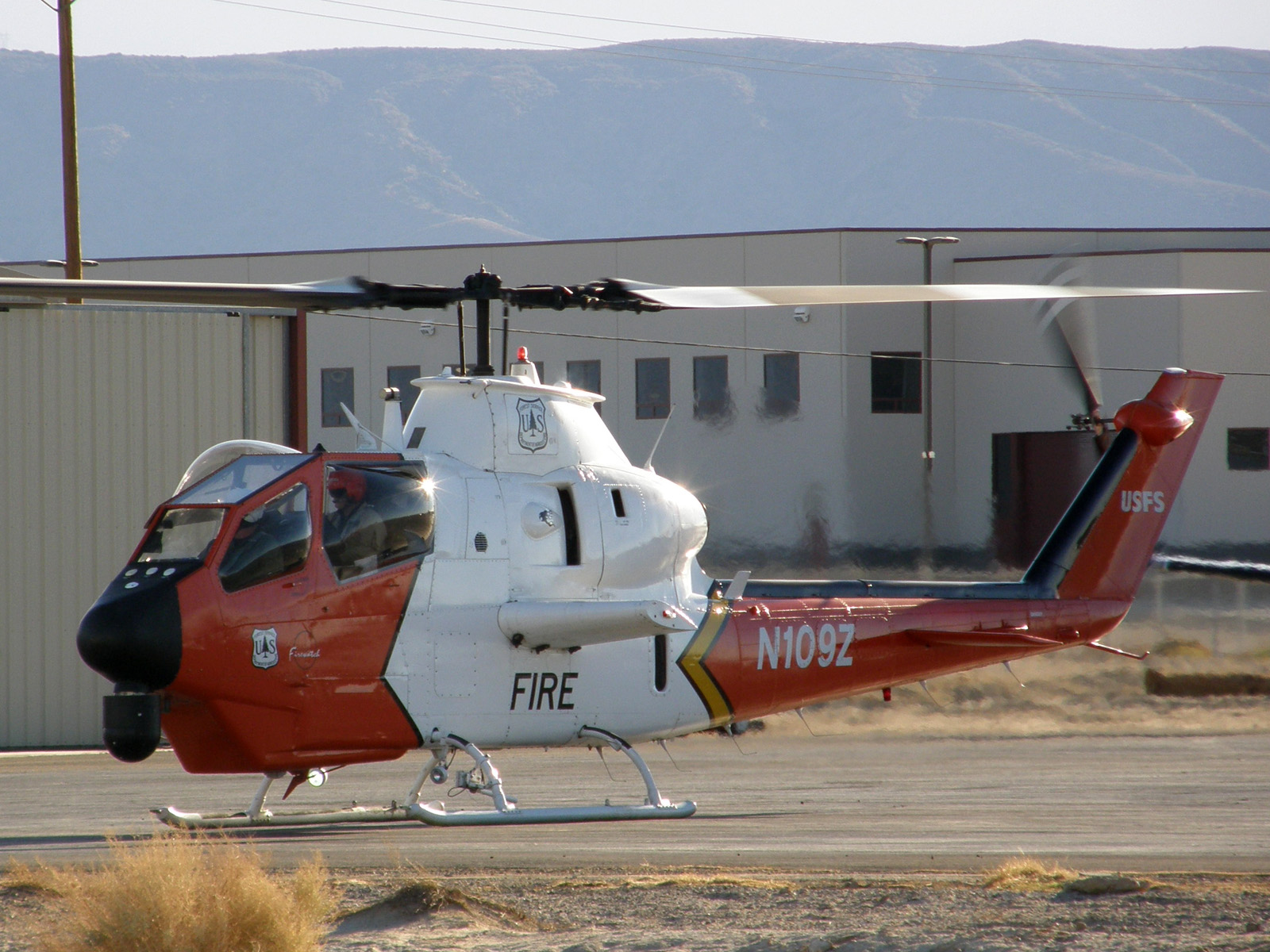
Bell 209 del Servicio Forestal de los Estados Unidos en Fox Field durante los incendios de octubre de 2007 en California.

### Actuales
Baréin
- Real Fuerza Aérea Bareiní: AH-1E (12 en uso) y entrenador TAH-1P (6 en uso).

 Chile
- Empresa de servicio forestal: 1 en uso.

 Corea del Sur
- Ejército de la República de Corea: 8 AH-1F entregados, actualmente fuera de servicio, y 60 AH-1S entregados.

 Estados Unidos
- Servicio Forestal de los Estados Unidos: 25 AH-1F, convertidos a Bell 209 "Firewatch Cobras".
- Departamento Forestal de Florida: 3 AH-1P, convertidos a Bell 209 "Firesnakes".

 Irán
- Ejército Iraní: 202 Bell AH-1J Sea Cobra fueron pedidos por el Sha de Persia para el Ejército Iraní, que fueron entregados a partir de 1972 y utilizados satisfactoriamente contra Irak en la prolongada guerra que ambos países mantuvieron durante la década de los años 80. Se estima que en la actualidad es posible que queden en servicio una pequeña cantidad que oscilarían entre las 10 y 30 unidades.[3]

 Israel
- Fuerza Aérea Israelí: tiene aproximadamente 50 AH-1S "Tzefa" ("Víbora") en uso.

 Japón
- Fuerza Terrestre de Autodefensa de Japón: recibió 89 AH-1S fabricados bajo licencia por Fuji Heavy Industries desde 1984 hasta 2000.

 Jordania
- Fuerza Aérea de Jordania: tiene 33 AH-1F en uso.

 Pakistán
- Ejército de Pakistán: 20 AH-1S en uso y 12 AH-1F entregados (6 AH-1S actualizados, 8 adicionales esperando entrega).

 Tailandia
- Real Fuerza Aérea Tailandesa: posee 3 AH-1F en uso. 7 AH-1F de segunda mano fueron pedidos; la compra, sin embargo, fue cancelada por los Estados Unidos tras el golpe de Estado del 19 de septiembre de 2006.

 Turquía
- Ejército Turco: posee 32 AH-1P/S entregados, recibieron una actualización de aviónica, incluyendo una suite de sistemas defensivos y el sistema de adquisición de objetivos IAIA NTS.

### Anteriores
España

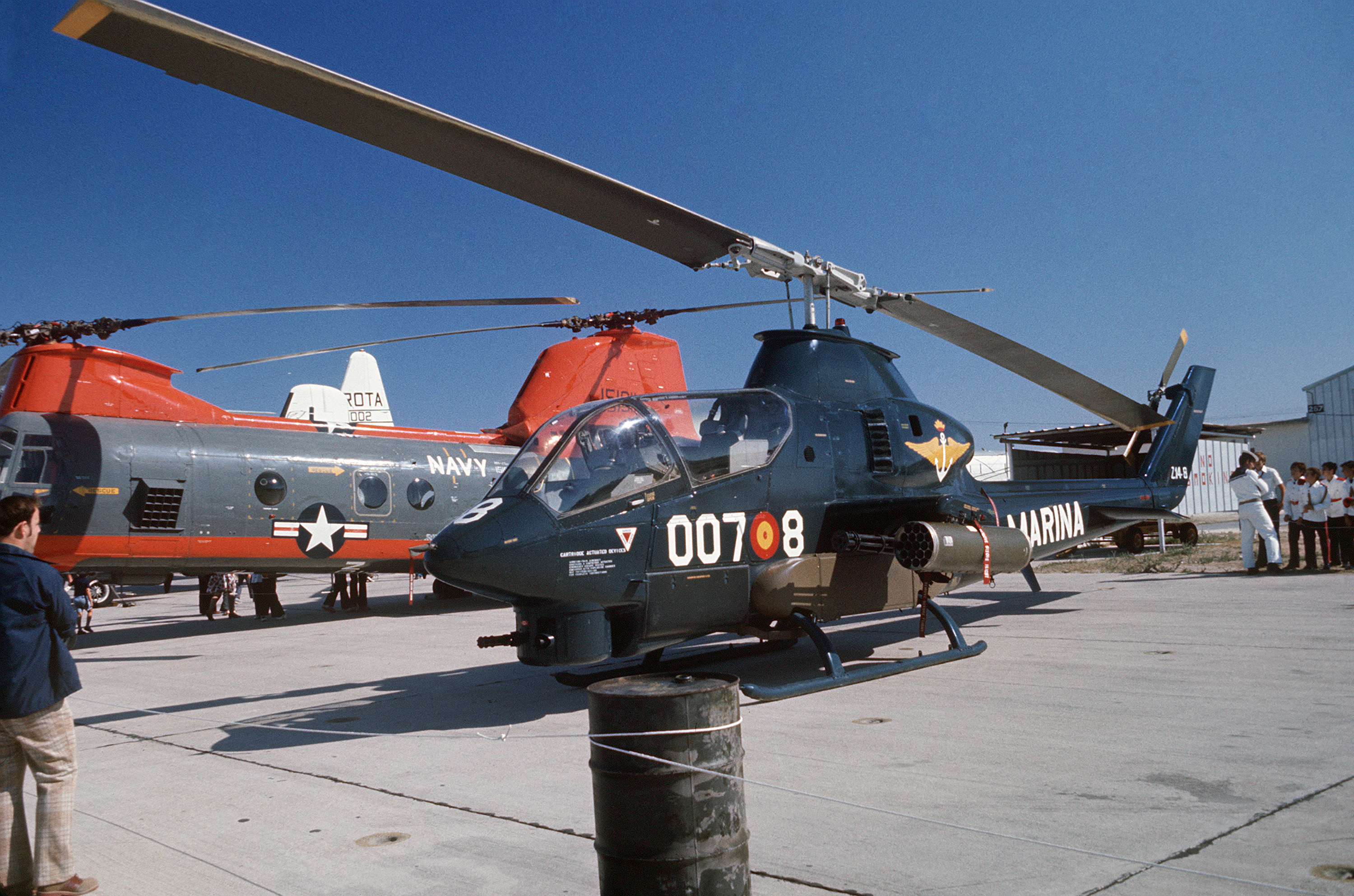
Un AH-1G Cobra de la Armada Española.

- Armada Española: adquiridos 8 helicópteros AH-1G, designados "Z.14". Fueron equipados con el sistema de cañón M35 de 20 mm, y usados para apoyo de buques de patrulla costera. Cuatro se perdieron en accidentes, y los demás fueron retirados en 1985 (tres fueron enviados de vuelta a Estados Unidos y el otro permanece almacenado en España).[4]

 Estados Unidos
- Ejército de los Estados Unidos: reemplazado por el AH-64 Apache.
- Cuerpo de Marines de los Estados Unidos: utilizó el AH-1G hasta la entrega de sus AH-1J Sea Cobra.

### Fallidos
Argentina
- Ejército Argentino: 12 AH-1F ordenados en 1999, cancelados en 2002 a favor de la modernización de los Bell UH-1H Iroquois.

## Especificaciones (AH-1G HueyCobra)
Referencia datos: Modern Military Aircraft, Verier, Modern Fighting Aircraft

### Características generales
- Tripulación: Dos (piloto y copiloto/artillero)
- Longitud: 16,2 m (53,1 ft) (total, incluyendo rotores), fuselaje: 13,5 m
- Diámetro rotor principal: 13,4 m (44 ft)
- Envergadura: 3,2 m (10,3 ft) (estructuras alares)
- Altura: 4,1 m (13,5 ft)
- Peso vacío: 2630 kg (5796,5 lb)
- Peso máximo al despegue: 4310 kg (9499,2 lb)
- Planta motriz: 1× turboeje Lycoming T53-L-13.
  - Potencia: 820 kW (1131 HP; 1115 CV)
- Hélices: rotor principal y rotor de cola ambos bipala

### Rendimiento
- Velocidad nunca excedida (Vne): 352 km/h (219 MPH; 190 kt)
- Velocidad máxima operativa (Vno): 227 km/h (141 MPH; 123 kt)
- Alcance: 574 km (310 nmi; 357 mi)
- Techo de vuelo: 3475 m (11 401 ft)
- Régimen de ascenso: 6,3 m/s (1230 ft/min)

### Armamento
- Armas de proyectiles: Torreta M28 con 2x ametralladora de cañones rotativos Minigun de 7,62 mm, o 2× lanzagranadas M129 de 40 mm, o uno de cada
- Puntos de anclaje: 4× soportes en las estructuras alares para cargar una combinación de:   
  - Cohetes: Cohetes de 70 mm (2,75 pulgadas): 7 cohetes montados en el lanzador M158 o 19 cohetes en el lanzador M200
  - Otros: Contenedor M18 con ametralladora Minigun de 7,62 mm o subsistema de armamento XM35 con cañón automático XM195 de 20 mm

## Especificaciones (AH-1F Cobra)
Referencia datos: Verier, Modern Fighting Aircraft

### Características generales
- Tripulación: Dos (piloto y copiloto/artillero)
- Longitud: 16,2 m (53,1 ft) (total, incluyendo rotores), fuselaje: 13,5 m
- Diámetro rotor principal: 13,6 m (44,6 ft)
- Envergadura: 3,2 m (10,3 ft)
- Peso vacío: 2993 kg (6596,6 lb)
- Peso cargado: 5000 kg (11 020 lb)
- Peso útil: 1507 kg (3321,4 lb)
- Peso máximo al despegue: 4500 kg (9918 lb)
- Planta motriz: 1× Turboeje Lycoming T53-L-703.
  - Potencia:
- Hélices: rotor principal y rotor de cola ambos bipala

### Rendimiento
- Velocidad nunca excedida (Vne): 315 km/h (196 MPH; 170 kt)
- Velocidad máxima operativa (Vno): 277 km/h (172 MPH; 150 kt)
- Alcance: 510 km (275 nmi; 317 mi)
- Techo de vuelo: 3720 m (12 205 ft)
- Régimen de ascenso: 8,2 m/s (1614 ft/min)

### Armamento
- Cañones: 1× cañón rotativo General Dynamics M197, con tres tubos de 20 mm
- Puntos de anclaje: 4 soportes en las estructuras alares para cargar una combinación de:   
  - Cohetes: Contenedores M260 o M261 con 7 o 19 cohetes Hydra 70 de 70 mm cada uno
  - Misiles: 4 u 8 misiles antitanque TOW montados en lanzaderas múltiples

## Aeronaves relacionadas

### Desarrollos relacionados
- Bell 207 Sioux Scout
- UH-1 Iroquois
- AH-1 SuperCobra
- AH-1Z Viper
- Bell 309 KingCobra
- Bell YAH-63

### Aeronaves similares
- AH-64 Apache
- HAL Light Combat Helicopter
- Kamov Ka-50
- Mil Mi-28
- Mil Mi-24

### Secuencias de designación
- Secuencia Numérica (interna de Bell): ← 206 - 207 - 208 - 209 - 210 - 211 - 212 →
- Secuencia H-_ (Helicópteros estadounidenses, redesignación de 1962 usando números antiguos): H-1 (UH-1/N/Y, AH-1/J/T/W/Z) - H-2/G/Tomahawk - H-3 (SH-3, CH-3/HH-3) - H-4 →
- Secuencia Z._ (Helicópteros del Ejército del Aire español, 1954-1978): ← Z.11 - Z.12 - Z.13 - Z.14 - Z.15 - Z.16 - Z.17 →
- Secuencia H._ (Helicópteros del Ejército del Aire español, 1978-presente): ← HD.11 - HR.12 - HS.13 - HA.14 - HR/HA/HRA.15 - HD/HE.16 - HT.17 →